# フォード・コスワース・ZETEC-Rエンジン
フォード・コスワース・ZETEC-Rエンジン(Ford cosworth ZETEC-R engine)はフォードの資金提供を受けたコスワースによって製作されたフォーミュラ1 (F1) 用エンジン。

## 開発の経緯
1991年から1992年にかけては、フォードは他のメーカーに負けないようセラミックス素材を多用した軽量なV12エンジンの開発を行っており、ベネトン・B192への搭載も噂されていたが、開発を断念。その開発内容をフィードバックさせたエンジンとして登場したのが、ZETEC-R V8エンジンである。

## 歴史
1994年にZETEC-R V8をベネトンに供給、ミハエル・シューマッハによる初のドライバーズチャンピオン獲得をサポートした。
1995年は、前年ミハエル・シューマッハをドライバーズチャンピオンにしたベネトンが使用エンジンをルノー V10へ変更したため、ザウバーへZETEC-R V8エンジンを供給。但し、同年からF1エンジンは排気量の規定が3,500cc以下から3,000cc以下へと変更されたため、同じZETEC-R V8の名称ではあるが仕様は前年型とは異なる。このV8仕様は、実質カスタマー仕様として1996年にフォルティが使用し、さらに1997年にマスターカード・ローラが使用し、3年、3チームに渡って使用された。
1996年にはF1エンジンのトレンドとなっていたV型10気筒エンジン、ZETEC-R V10エンジンをザウバーへワークス供給。1997年からは、フォードとの強力なコネクションを持つジャッキー・スチュワートと、その息子であるポール・スチュワートが率いるスチュワート・グランプリへZETEC-R SC V10エンジンをワークス供給。
1998年からは、ティレルやミナルディにカスタマー供給が開始された。ミナルディはその後、2001年までVJエンジン、フォンドメタルV10などといったように名前を変えながら使用し続けることとなった。
1999年、スチュワートに新型ワークスエンジンである、CR1エンジンが供給されたため、ZETEC-Rはカスタマー供給のみとなった。

## スペック

### ZETEC-R（3,500cc) （1994年）
- V型8気筒エンジン、4バルブDOHC、自然吸気
- バンク角　75度

### ZETEC-R（3,000cc) （1995年）
- 全長610mm 全幅590mm 全高515mm
- V型8気筒エンジン、4バルブDOHC、自然吸気

### ZETEC-R（3,000cc) （1996年-2001年）
- V型10気筒エンジン、4バルブDOHC、自然吸気
- バンク角　72度

## 記録
- F1での優勝回数　8回
- 初優勝　1994年　ブラジルGP　
  - ドライバー　ミハエル・シューマッハ
  - コンストラクター　ベネトン・フォード
- F1でのポールポジション回数　6回
- 初ポールポジション　1994年　モナコGP
  - ドライバー　ミハエル・シューマッハ
  - コンストラクター　ベネトン・フォード
- 最後の優勝　1994年　ヨーロッパGP
  - ドライバー　ミハエル・シューマッハ
  - コンストラクター　ベネトン・フォード
- 最後のポールポジション　1994年　ヨーロッパGP
  - ドライバー　ミハエル・シューマッハ
  - コンストラクター　ベネトン・フォード
- 総合優勝（ドライバー）1回
- 総合優勝（コンストラクター）0回

## 供給チーム
- ベネトン　(1994年) (ZETEC-R V8)
- ザウバー　(1995年-1996年) (ZETEC-R V8,ZETEC-R V10)
- フォルティ　(1996年) (ZETEC-R EC V8)
- ローラ　(1997年) (ZETEC-R EC V8)
- スチュワート・グランプリ　(1997年-1998年) (ZETEC-R SC V10)
- ティレル　(1998年) (ZETEC-R V10)
- ミナルディ　(1998年-2001年) (ZETEC-R V10,ZETEC-R VJ V10,フォンドメタル V10,ヨーロピアン V10)